# Ballon d’Or 1966

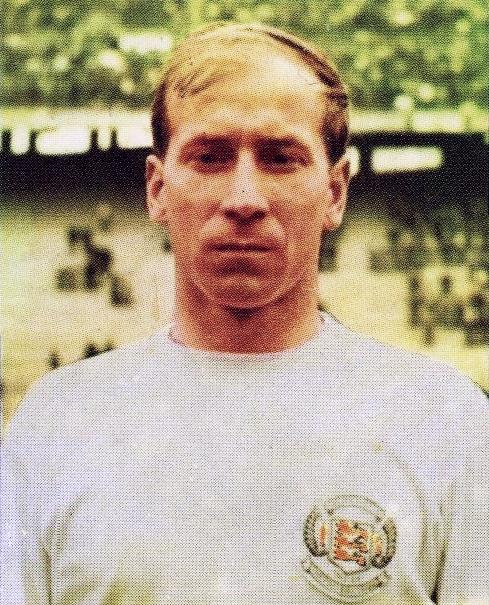
Bobby Charlton (1966)

Mit dem 11. Ballon d’Or (französisch für Goldener Ball) der Zeitschrift France Football wurde der Engländer Bobby Charlton von Manchester United am 27. Dezember 1966 als „Europas Fußballer des Jahres“ mit einem Punkt Vorsprung vor dem Vorjahressieger Eusébio ausgezeichnet. Der Preis wurde von einer Jury mit Sportjournalisten aus 22 Mitgliedsverbänden der UEFA verliehen.

## Ergebnis
| Platz | Spieler             | Nationalität   | Verein(e) 1966            | Punkte |
| ----- | ------------------- | -------------- | ------------------------- | ------ |
| 01    | Bobby Charlton      | England        | Manchester United         | 81     |
| 02    | Eusébio             | Portugal       | Benfica Lissabon          | 80     |
| 03    | Franz Beckenbauer   | BR Deutschland | FC Bayern München         | 59     |
| 04    | Bobby Moore         | England        | West Ham United           | 31     |
| 05    | Flórián Albert      | Ungarn         | Ferencváros Budapest      | 23     |
| 06    | Ferenc Bene         | Ungarn         | Újpest Budapest           | 8      |
| 07    | Alan Ball           | England        | FC Blackpool / FC Everton | 6      |
| 07    | János Farkas        | Ungarn         | Vasas Budapest            | 6      |
| 07    | Lew Jaschin         | Sowjetunion    | Dynamo Moskau             | 6      |
| 10    | José Augusto Torres | Portugal       | Benfica Lissabon          | 5      |
| 11    | Mario Corso         | Italien        | Inter Mailand             | 4      |
| 11    | Waleri Woronin      | Sowjetunion    | Torpedo Moskau            | 4      |
| 13    | Mário Coluna        | Portugal       | Benfica Lissabon          | 3      |
| 14    | Georgi Asparuchow   | Bulgarien      | Lewski Sofia              | 2      |
| 14    | Gordon Banks        | England        | Leicester City            | 2      |
| 14    | Geoff Hurst         | England        | West Ham United           | 2      |
| 14    | Sandro Mazzola      | Italien        | Inter Mailand             | 2      |
| 18    | Igor Tschislenko    | Sowjetunion    | FK Dynamo Moskau          | 1      |
| 18    | Tony Dunne          | Irland         | Manchester United         | 1      |
| 18    | Helmut Haller       | BR Deutschland | FC Bologna                | 1      |
| 18    | Denis Law           | Schottland     | Manchester United         | 1      |
| 18    | Willi Schulz        | BR Deutschland | Hamburger SV              | 1      |
| 18    | Paul Van Himst      | Belgien        | RSC Anderlecht            | 1      |